# Dark Thrones and Black Flags
Dark Thrones and Black Flags este cel de-al treisprezecelea album de studio al formației Darkthrone. Steagul Negru e un simbol al anarhismului, doctrină politică asociată în general cu punk și în special cu anarcho-punk.
Albumul continuă stilul muzical început cu The Cult Is Alive, dar elementele predominante sunt heavy metal și speed metal.
Revista Terrorizer a clasat Dark Thrones and Black Flags pe locul 16 în clasamentul "Cele mai bune 40 de albume ale anului 2008".

## Lista pieselor
1. "The Winds They Called The Dungeon Shaker" - 03:52
2. "Death Of All Oaths (Oath Minus)" - 04:16
3. "Hiking Metal Punks" - 03:22
4. "Blacksmith Of The North (Keep That Ancient Fire)" - 03:13
5. "Norway In September" - 05:46
6. "Grizzly Trade" - 04:16
7. "Hanging Out In Haiger" - 03:22
8. "Dark Thrones And Black Flags" - 02:24
9. "Launchpad To Nothingness" - 04:31
10. "Witch Ghetto" - 03:56

## Personal
- Fenriz - baterie, vocal
- Nocturno Culto - vocal, chitară, chitară bas